# Central United
El Central United Football Club es un equipo de fútbol semiprofesional de Nueva Zelanda que juega en la Lotto Sport Italia NRFL Premier, la máxima división en el sistema de ligas de la Federación de Fútbol de Auckland.
Fue fundado en 1962 en Sandringham con el nombre Central por un grupo de inmigrantes de Croacia provenientes de la ciudad de Dalmatia, hasta que en 1996 añadieron United al nombre.

## Futbolistas
Durante toda su historia el club tuvo entre sus filas a grandes jugadores neozelandeses, ejemplos de esto son: Chad Coombes, Wynton Rufer, Ricki Herbert, Paul Urlovic e Ivan Vicelich.

## Palmarés
- Liga Nacional de Nueva Zelanda (2): 1999 y 2001.
- Northern League (4): 2004, 2007, 2008 y 2016.
- Copa Chatham (5): 1997, 1998,  2005, 2007 y 2012.